# Contea di Washington (Maryland)
La contea di Washington, in inglese Washington County, è una contea dello Stato del Maryland, negli Stati Uniti. La popolazione al censimento del 2000 era di 131 923 abitanti. Il capoluogo di contea è Hagerstown.

## Geografia
La contea è separata a nord dalla Pennsylvania attraverso la linea Mason-Dixon, a sud dalla parte nord della Virginia e a sud e ovest dalla Panhandle orientale della Virginia Occidentale con il fiume Potomac. Il territorio è si colloca nella regione degli Appalachi, in particolare nella valle Cumberland tra gli Allegheny e le montagne Blue Ridge.

### Contee confinanti
- Contea di Franklin (Pennsylvania) - nord-est
- Contea di Frederick - est
- Contea di Loudoun (Virginia) - sud-est
- Contea di Jefferson (Virginia Occidentale) - sud
- Contea di Berkeley (Virginia Occidentale) - sud
- Contea di Morgan (Virginia Occidentale) - sud-ovest
- Contea di Allegany - ovest
- Contea di Fulton (Pennsylvania) - nord-ovest

## Storia
La contea fu fondata nel 1776 da parti della contea di Frederick. Questa fu la prima contea degli Stati Uniti con il nome del generale della rivoluzione americana e primo presidente, George Washington.

## Comunità

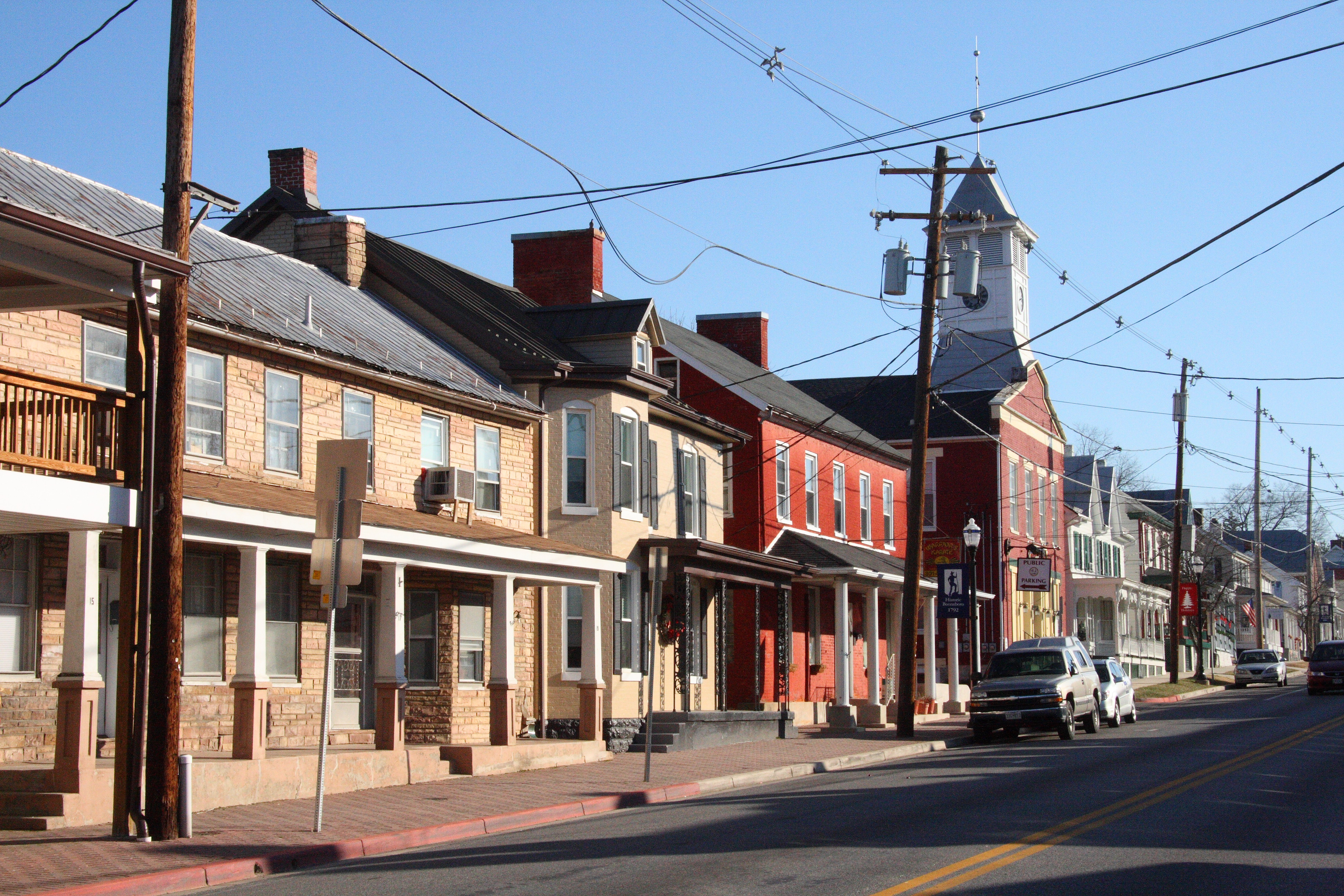
Boonsboro

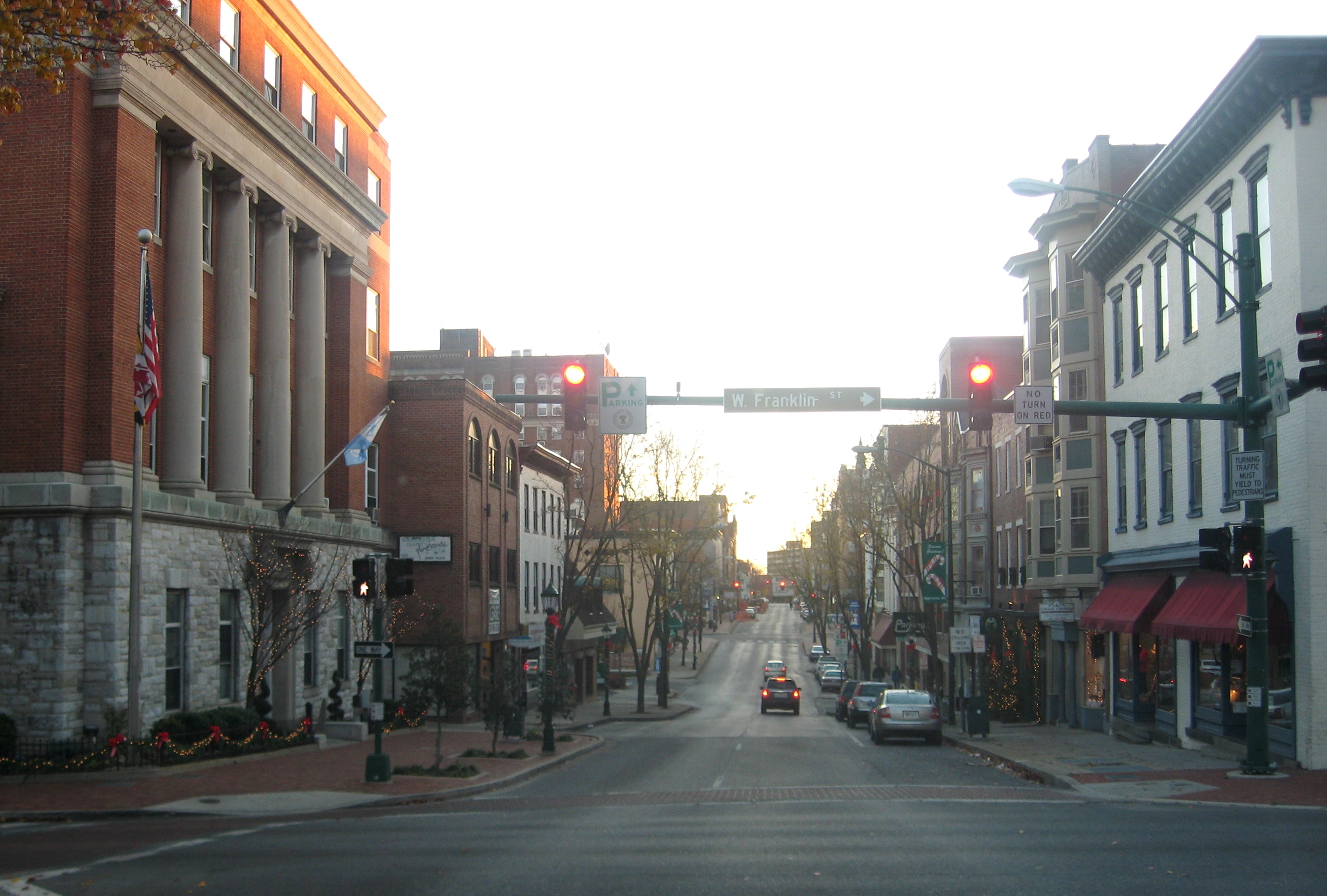
Hagerstown

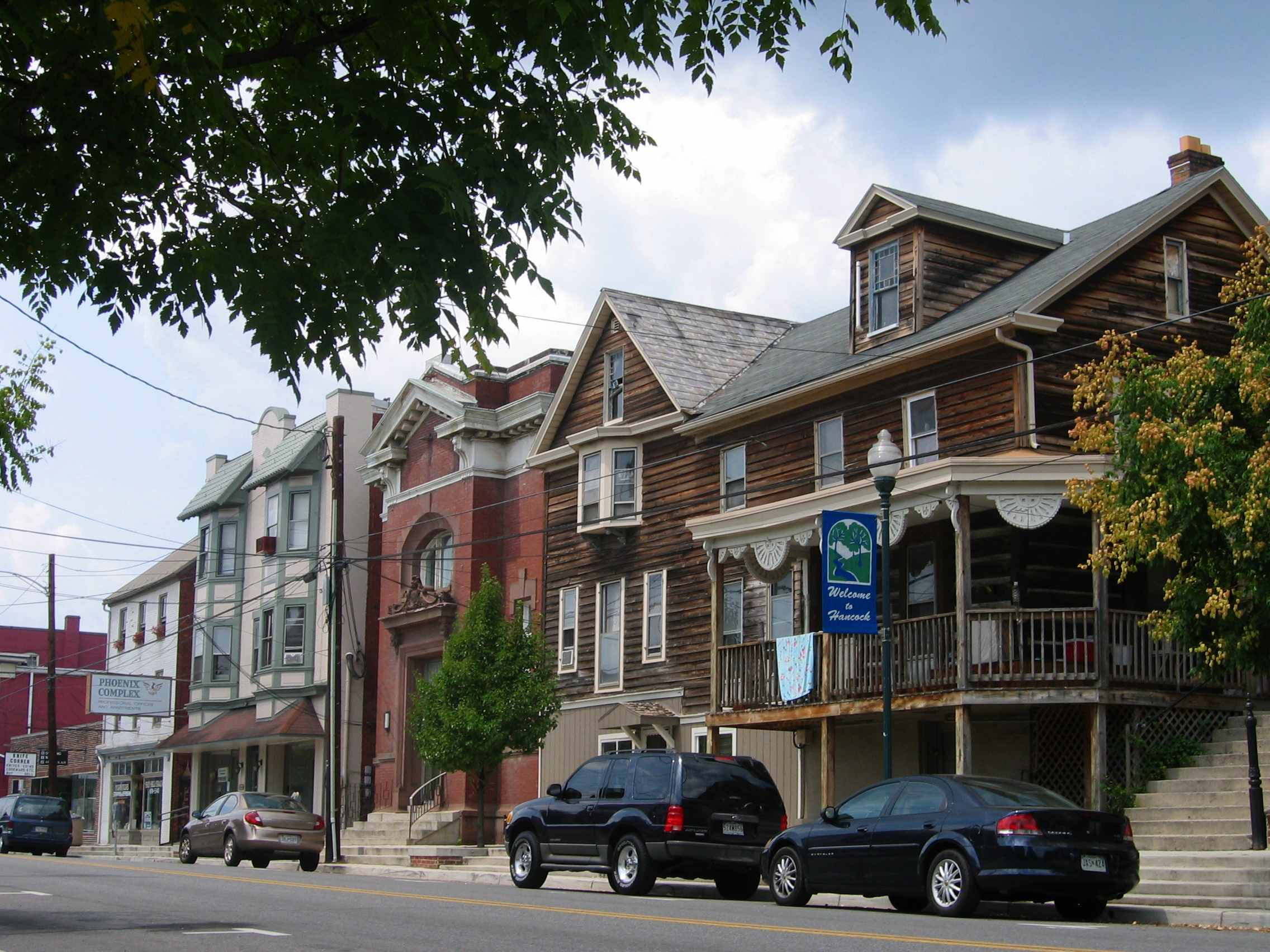
Hancock

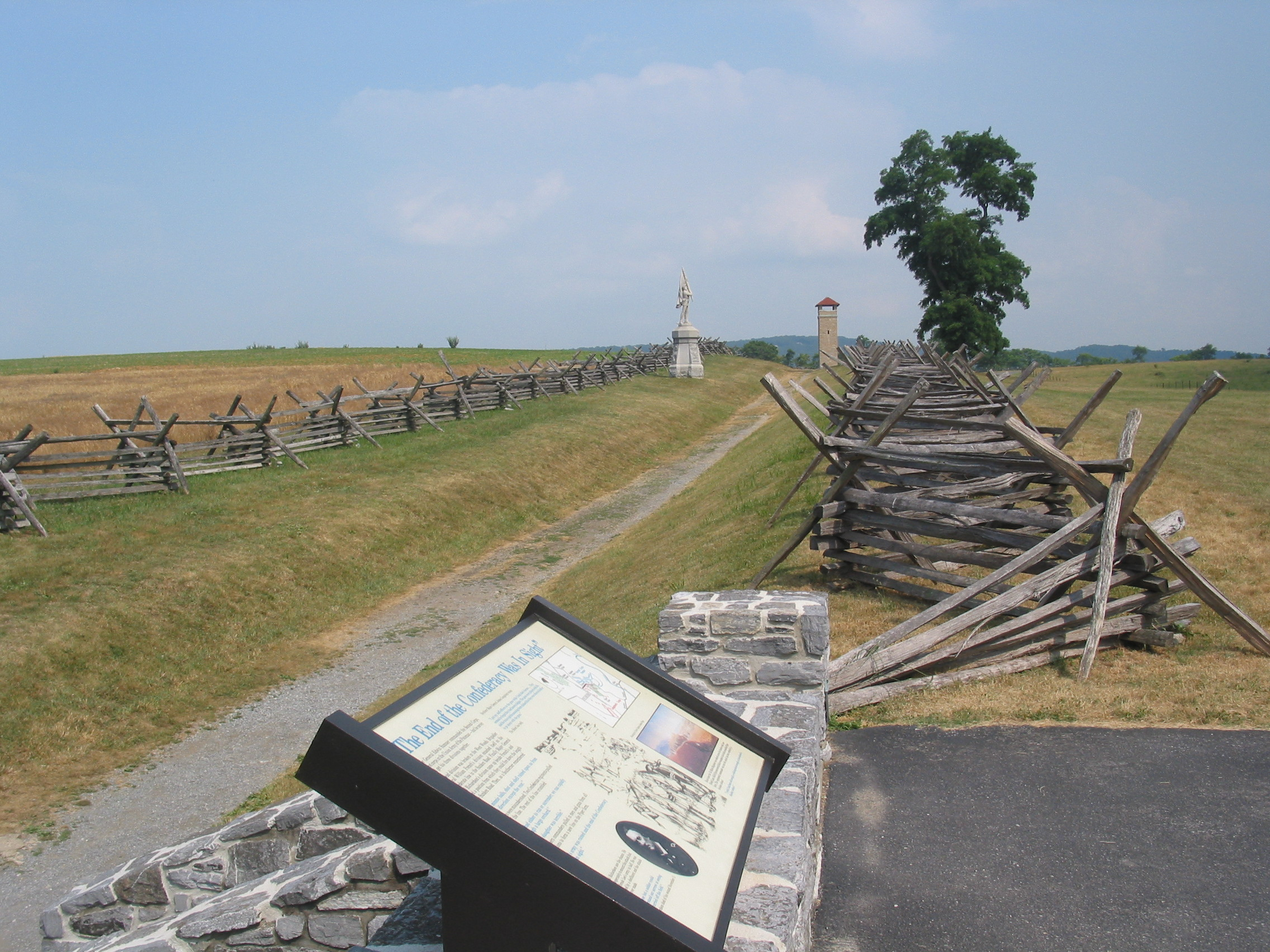
Sharpsburg

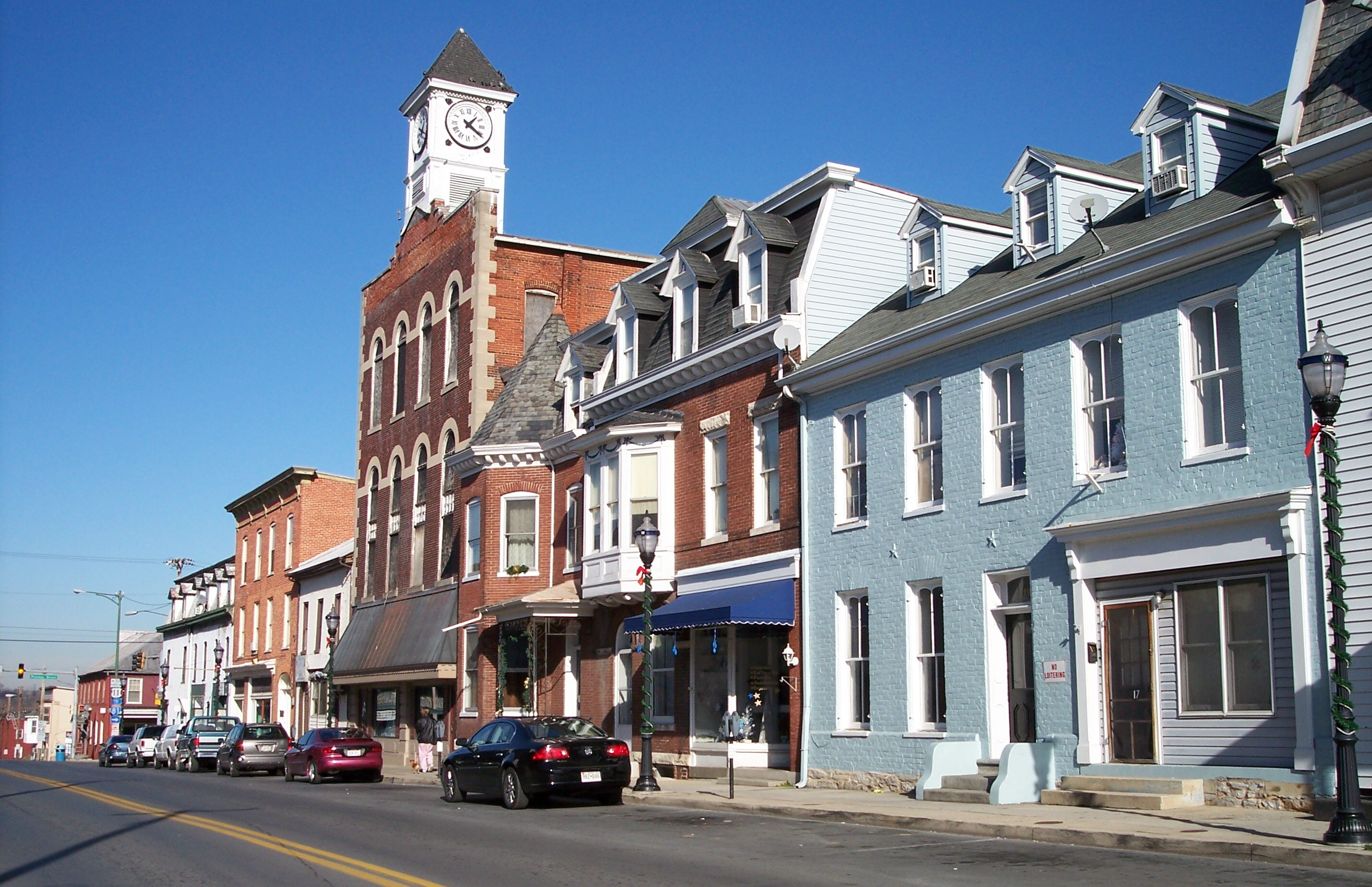
Williamsport

City 
- Hagerstown (capoluogo)

 Towns 
- Boonsboro
- Clear Spring
- Funkstown
- Hancock
- Keedysville
- Sharpsburg
- Smithsburg
- Williamsport

 Census-designated places 
| - Antietam - Bagtown - Bakersville - Beaver Creek - Big Pool - Big Spring - Breathedsville - Brownsville - Cavetown - Cearfoss - Charlton - Chewsville - Dargan - Downsville - Eakles Mill - Edgemont - Ernstville - Fairplay | - Fairview - Fort Ritchie - Fountainhead-Orchard Hills - Gapland - Garretts Mill - Greensburg - Halfway - Highfield-Cascade - Indian Springs - Jugtown - Kemps Mill - Leitersburg - Mapleville - Maugansville - Mercersville - Middleburg - Mount Aetna | - Mount Briar - Mount Lena - Paramount-Long Meadow - Pecktonville - Pinesburg - Pondsville - Reid - Ringgold - Robinwood - Rohrersville - Saint James - San Mar - Sandy Hook - Tilghmanton - Trego-Rohrersville Station - Wilson-Conococheague - Yarrowsburg |

 Comunità non aggregate 
- Benevola
- Broadfording
- Burtner
- Cedar Grove
- Confederate Hills
- Huyett
- Pen Mar
- Samples Manor
- Spielman
- Trego
- Van Lear
- Weverton
- Woodmont